# Sojasås
Sojasås eller bara soja är en kryddsås som framställs av sojabönor som tillsammans med bland annat vete och salt fermenterats med hjälp av en svampkultur. Sojasås är mycket vanlig i östasiatisk matlagning (framför allt i Kina, Indonesien och Japan) och har därifrån spridit sig till västvärlden. Sojasås finns i många olika varianter som varierar i färg och smak, och dessa varianter har olika användningsområden. Sojan ger sälta och kan användas vid matlagning och som bordskrydda.

## Historia och etymologi
Ordet soja är belagt i svenska språket sedan 1700-talet och kommer från japanska sho-yu med samma innebörd, vilket i sin tur härstammar från kinesiska shi-yau, som betyder soja eller sojaböna. Även ordet sojasås är belagt i svenskan sedan 1700-talet.
Sojabönan och dess användningsområden har lång historia i Kina. I västvärlden sågs sojaprodukterna som lyxvaror under 1600- och början av 1700-talet. Kineserna var inledningsvis inte särskilt intresserade av handel med européerna. Sverige började importera sojasås i slutet av 1700-talet med hovet som främsta köpare. Sojasåsen blev snabbt populär i Sverige och Cajsa Warg (1703–1769) tog med ett recept i sin kokbok.

## Innehåll och framställning
Framställningen av sojasås sker i en process som består av olika steg. Grundingredienserna i sojasås är vanligtvis sojabönor, vete, salt och vatten.

### Förberedelser
Sojabönorna blötläggs och kokas medan vetekornen rostas. Saltet blandas med vattnet.

### Koji
Sojabönorna och vetekornen blandas med en mögelsvamp till en massa som kallas koji. Den lagras en kortare tid och används som en grund till sojasåsen.

### Jäsning och mogning
Grunden blandas med saltvattenlösningen i en tank där den får fermentera, vanligtvis i månader. Under fermenteringsprocessen bildas mjölksyra, andra organiska syror och alkohol som ger sojan smak och arom.

### Pressning och raffinering
Efter jäsningen pressas och filtreras sojasåsen ur mäsken och får stå och sedimentera i några dagar innan den upphettas för att stoppa jäsaktiviteten. Slutligen tappas sojasåsen på flaskor.

## Kinesisk soja
Kinesisk soja är tjockare i konsistensen än japansk soja och har en mer koncentrerad smak. Den är vanligtvis mörkare i färgen men finns även i ljusare nyanser. Ofta används någon tillsats som melass för att framställa den mörkare sorten. Den kinesiska sojan som är vanlig i svenska livsmedelsbutiker passar till grytor och soppor med kött, fågel och svamp, köttfärssås och renskav. Den kan även användas i en grillmarinad eller brunsås.
Kinesisk soja delas vanligtvis in i tre kategorier:
- Shēngchōu (生抽), ljus/färsk soja. En tunnare och ljusbrunare variant som används i matlagning.
- Lǎochōu (老抽), mörk/gammal soja. En soja som lagras längre och förstärks med sirap. Har en rikare men mindre salt smak än ljus sojasås.
- Tjock sojasås, som namnet antyder en tjockare sojasås.

## Japansk soja
Japansk soja, shōyu (しょうゆ, 醤油), är i allmänhet något mer lättflytande än kinesisk soja och har en mild umamismak som passar till ljust kött, fisk och grönsaker. Den kan användas i dippsåser, soppor och marinader. Japansk soja förekommer ofta till sushi eller wokrätter.
Japansk soja innehåller i allmänhet mer vete än den kinesiska och det finns även en vit soja som nästan helt görs på vete.

## Hälsa och myter
Soja har hög salthalt, omkring 16 viktprocent salt är vanligt i kinesisk soja. Därför bör man begränsa konsumtionen av soja och undvika att kombinera sojan med salt. För mycket salt i blodet kan orsaka hypernatremi. År 2013 fick en ung man i Charlottesville i USA uppsöka sjukhus efter att ha druckit nästan en liter soja. Han föll i koma och läkarna tvingades pumpa in litervis med vatten i hans blod som en moteffekt.
I augusti 1999 larmade Livsmedelsverket om att en handfull märken av vanliga sojasåser i handel i Sverige innehöll klorpropanoler, som bildas under hydrolysering med saltsyra och kan framkalla cancer hos djur. Importen stoppades tillfälligt.
Sojaprodukter innehåller innehåller fytoöstrogener, som påminner om östrogen rent kemiskt. Det ska dock inte missuppfattas som östrogen, och fytoöstrogener innebär heller ingen ökad cancerrisk. Tvärtom har studier indikerat att måttlig konsumtion av soja kan minimera vissa cancerrisker. Enligt Ica finns det enstaka fall där män överkonsumerat sojaprodukter under lång tid och temporärt utvecklat kvinnobröst. Någon sådan risk föreligger däremot inte vid normalkonsumtion.

## Gluten
År 2007 analyserade Livsmedelsverket 24 importerade sojasåser i Sverige. Gluten i någon större mängd hittades inte i sojasåserna trots att 16 av såserna var deklarerade att innehålla olika former av vete. Däremot uppmanades till vaksamhet att spannmål kan tillsättas i senare skede efter fermenteringsprocessen. För personer med spannmålsallergi eller svårare celiaki kan dock de mycket små mängderna gluten som ändå förekommer i de flesta sojasåser eventuellt framkalla en reaktion.